# Arthur Wellesley, Marquess of Douro

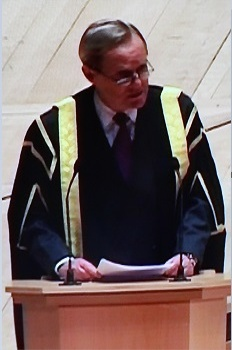
Charles Wellesley

Arthur Charles Valerian Wellesley, Marquess of Douro (n. 19 august 1945) este un om politic britanic, membru al Parlamentului European în perioadele 1979-1984 și 1984-1989 din partea Regatului Unit.
1. ↑  Arthur Charles Valerian Wellesley, 9th Duke of Wellington, The Peerage
2. 1 2 3 4 5 6 7  The Peerage
3. 1 2  Deputații în Parlamentul European